# Delfín Quesada Castro
Monseñor Delfin Quesada Castro, nació en San Pedro de Poás, el día 10 de marzo de 1908. Fue ordenado Presbítero el 20 de diciembre de 1931. Recibió la consagración episcopal el 18 de enero de 1955, como primer Obispo de la Diócesis de San Isidro de El General.

## Actividad pastoral
Cura Párroco de la parroquia San Rafael Arcángel de Atenas, Alajuela de 1939 a 1943.
Nombrado por el Papa Pio XII Obispo el 22 de octubre de 1954, recibe su consagración el 18 de enero de 1955, y se traslada a la recién creada Diócesis de San Isidro de El General. Su pastoreo se caracterizó por procurar la organización diocesana con un acentuado espíritu misionero, contando además con muy poco clero.
Participó de la segunda sesión del Concilio Vaticano II.

## Fallecimiento
Murió el 17 de octubre del año 1974. Sus restos descansan en la  Catedral de San Isidro de El General.

## Legado
Fundación de Radio Sinaí, en 1957.
Fundación de Radio Emaus, en 1962.
Existen varias instituciones que llevan el nombre de Mons. Quesada, entre ellas:
- Hogar de Ancianos Mons. Delfin Quesada Castro,, ubicada en Barrio Lourdes de Daniel Flores.
- Escuela Monseñor Delfin Quesada Castro, ubicada Poas, Sabana Redonda, Alajuela, Costa Rica